# Ni Kuang
Ni Kuang (倪匡), även känd som Ngai Hong, I Kuang eller Yi Kuang, född 30 maj 1935 i Ningbo, Zhejiang, Kina, död 3 juli 2022 i Hongkong, var en Hongkong-baserad kinesisk roman- och pjäsförfattare med fler än 300 publicerade wuxia- och science fiction-romaner plus fler än 400 filmmanus. Dessa antal gör honom till en av de mest produktiva inom kinesisk science fiction. Han är bror till en annan författare, Yi Shu.
Efter att mestadels ha växt upp i Shanghai flyttade han till Hongkong 1957. Av hans berättelser (ofta under pseudonymen Wei Shili) handlar 136 stycken om figurerna Wisely (eller Wei Sili) och Yuan Zhenxia. Hans mest kända SF-hjältar har adapterats för TV och genren Hongkongfilm, där han själv står för flertalet manus. Som en representativ Ni Kuang-berättelse kan nämnas Lan Xue Ren ("Blue Blood Man").
Han är väl känd på andra områden och har lovordats för sina verks mångfald. Många menar dock att hans produktion mest handlar om svärds- och svartkonst och att de sanna SF-verken är marginella och inte uppgår till fler än ett 25-tal.